# Белостокская область (Российская империя)
Белосто́кская о́бласть — административно-территориальная единица в Российской Империи. Областной город — Белосток.
В 1795 году после 3-го раздела Польши территория будущей области отошла к Пруссии. В 1807 году по Тильзитскому миру перешла к России. Правителем области был назначен И. А. Тейлс.
В 1808 году образована из 4 уездов (поветов): Белостокского, Бельского, Сокольского и Дрогичинского.
В 1812 году на территории области французской оккупационной администрацией образован Белостоцкий департамент с администрацией в Белостоке. Белостоцкий и Виленский департаменты образовывали одну войсковую округу, в которой формировалась дивизия под началом князя Гедройца Корпуса литовских войск Генеральной конфедерации.
В 1842 году вошла в состав Гродненской губернии (Дрогичинский и Бельский объединены в Бельский уезд).
Согласно словарю Брокгауза и Ефрона, Белостокская область имела в длину с севера на юг — 163 версты, а с востока на запад всего 72 версты и занимая площадь в 7742 квадратных версты (505168 десятин) 8810.8 км²; все её население в 1835 году насчитывало до 278937 душ обоего пола, преимущественно белорусов, поляков и евреев.
В настоящее время почти вся территория области входит в состав Польши, небольшая часть — в состав Белоруссии.

## Герб
Герб области утверждён 08 августа 1809 года.

Щит, разделенный на две части: в первой помещает белого орла в красном, а в другой погоню Литовскую в оранжевом поле.— ПСЗРИ № 23,776
Белый одноглавый коронованный орёл — герб Пястов, ставший впоследствии гербом Польши. Сочетание в одном щите Польского и Литовского гербов отражает последний период истории области, когда она входила в состав Речи Посполитой как Подляшское воеводство. Гербом воеводства был аналогичный польский орёл и литовская Погоня.